# Simon Kassianides

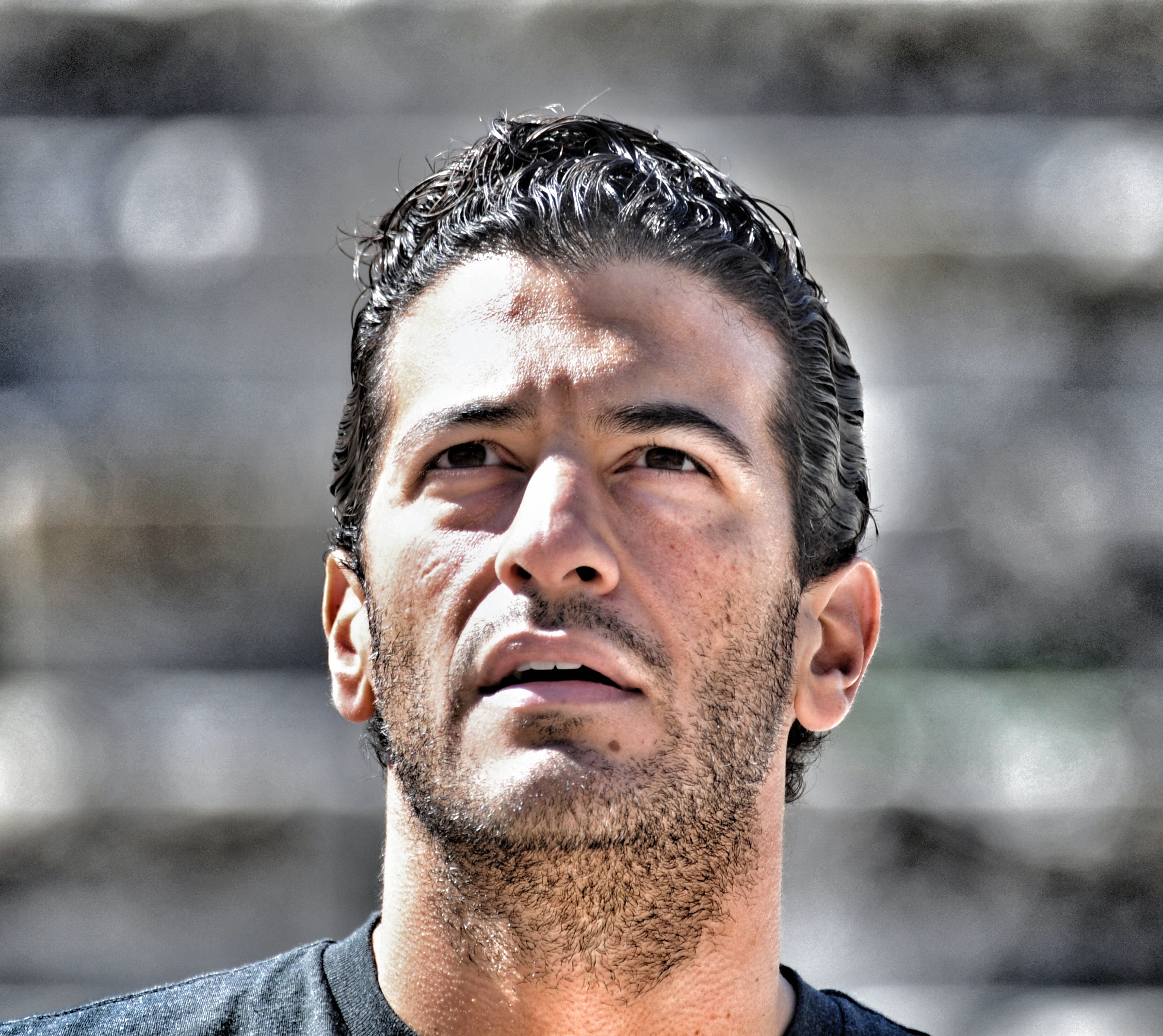
Simon Kassianides (2012)

Simon Mario Kassianides (* 7. August 1979 in London, England) ist ein britischer Schauspieler. Bekanntheit erlangte er vor allem durch seine Rollen aus den Serien Marvel’s Agents of S.H.I.E.L.D. und Pearson.

## Leben und Karriere
Simon Kassianides wurde in London geboren, wo er mit einem Bruder aufwuchs. Er hat griechische Wurzeln und spricht, neben Englisch und Spanisch, auch diese Sprache fließend. In seiner Jugend war Kassianides ein erfolgreicher Kickboxer und ging als solcher für Zypern an den Start. 2002 schoss er die University of Edinburgh mit einem Abschluss mit Auszeichnung in den Fächern Internationale Wirtschaftsbeziehungen und Spanisch ab. Nachdem er dem BAFTA-Preisträger Piers Vellacott bei der Arbeit an einem Stück unterstützte, wurde sein Schauspieltalent entdeckt. Er entschied sich daraufhin, an der Royal Central School of Speech and Drama zu lernen. Kurz darauf stand er für eine Inszenierung des Stücks Night of the Iguana von Tennessee Williams erstmals auf der Theaterbühne.
Seine erste Rolle vor der Kamera übernahm Kassianides 2004 mit einem Auftritt in der britischen Krankenhausserie Casualty. Danach übernahm er Rollen in den Serien Ultimate Force, Spooks – Im Visier des MI5, Holby Blue, Suburban Shootout – Die Waffen der Frauen, Ashes to Ashes – Zurück in die 80er, Das Leiden Christi und The Fixer. 2008 übernahm er eine kleine Rolle im britischen Filmdrama The Edge of Love und war zudem als Yusef Kabira in James Bond 007: Ein Quantum Trost zu sehen. Anschließend folgten Auftritte in Hustle – Unehrlich währt am längsten, Law & Order: UK, Burn Notice, Covert Affairs, Nikita, Zoo und How to Get Away with Murder. 2014 lieh Kassianides einer Figur aus dem Animationsfilm Drachenzähmen leicht gemacht 2 die Stimme. Auch im Videospiel Metal Gear Solid V: The Phantom Pain, welches 2015 veröffentlicht wurde, war seine Stimme im englischsprachigen Original zu hören.
Von 2014 bis 2017 war Kassianides als Sunil Bakshi in der zweiten Staffel der Serie Marvel’s Agents of S.H.I.E.L.D. in einer Nebenrolle zu sehen. In diese kehrte er für eine Episode der vierten Staffel noch mal zurück. 2017 trat er als Michael Vargas an der Seite von Rosario Dawson und Katherine Heigl im Thriller Unforgettable: Tödliche Liebe auf. Danach folgten Auftritte in Criminal Minds: Beyond Borders und in Suits. 2019 war er als Nick D'Amato in einer der Hauptrollen der Anwaltsserie Pearson zu sehen. 2020 übernahm er die Rolle des Axe Woves in der zweiten Staffel der Serie The Mandalorian.
Neben seinen Auftritten vor der Kamera ist Kassianides auch als Drehbuchautor und Regisseur von Kurzfilmen aktiv. Die Finanzierung für den 2016 veröffentlichten Actionkurzfilm Trust No One arrangierte er über eine Kampagne mit Hilfe der Crowdfunding-Plattform Kickstarter. Nach wie vor hat er eine starke Verbindung zu seinen griechischen Wurzeln und besucht häufig die Familie in der Heimat. Kassianides lebt abwechselnd in London und Los Angeles.

## Filmografie (Auswahl)
- 2004: Casualty (Fernsehserie, eine Episode)
- 2004: My Life in Film (Fernsehserie, Episode 1x05)
- 2005: Planespotting (Fernsehfilm)
- 2006: Ultimate Force (Fernsehserie, Episode 4x02)
- 2006: Spooks – Im Visier des MI5 (Spooks, Fernsehserie, 2 Episoden)
- 2007: Holby Blue (Fernsehserie, Episode 1x07)
- 2007: Suburban Shootout – Die Waffen der Frauen (Suburban Shootout, Fernsehserie, Episode 2x01)
- 2008: Ashes to Ashes – Zurück in die 80er (Ashes to Ashes, Fernsehserie, Episode 1x04)
- 2008: Das Leiden Christi (The Passion, Miniserie, 2 Episoden)
- 2008: The Fixer (Fernsehserie, Episode 1x03)
- 2008: Love Soup (Fernsehserie, Episode 2x06)
- 2008: The Edge of Love
- 2008: James Bond 007: Ein Quantum Trost (Quantum of Solace)
- 2009: Emily Brontë’s Sturmhöhe (Wuthering Heights, Miniserie, 2 Episoden)
- 2009: Hustle – Unehrlich währt am längsten (Hustle, Fernsehserie, Episode 5x04)
- 2009: Law & Order: UK (Fernsehserie, Episode 2x03)
- 2010: Between Two Fires
- 2011: Smooch (Fernsehfilm)
- 2011: Burn Notice (Fernsehserie, Episode 5x16)
- 2011: Geezas
- 2011–2013: Nikita (Fernsehserie, 2 Episoden)
- 2013: Covert Affairs (Fernsehserie, Episode 4x05)
- 2014: Drachenzähmen leicht gemacht 2 (How to Train Your Dragon 2)
- 2014: Wüstentänzer – Afshins verbotener Traum von Freiheit (Desert Dancer)
- 2014–2017: Marvel’s Agents of S.H.I.E.L.D. (Fernsehserie, 12 Episoden)
- 2015: Zoo (Fernsehserie, Episode 1x07)
- 2015: How to Get Away with Murder (Fernsehserie, 2 Episoden)
- 2015: Lumen (Fernsehfilm)
- 2016: Trust No One (Kurzfilm, auch Buch und Regie)
- 2017: Criminal Minds: Beyond Borders (Fernsehserie, Episode 2x05)
- 2017: Unforgettable: Tödliche Liebe (Unforgettable)
- 2018: Suits (Fernsehserie, Episode 7x16)
- 2019: Cliffs of Freedom
- 2019: Rotschühchen und die sieben Zwerge (Red Shoes and the Seven Dwarfs, Stimme)
- 2019: Pearson (Fernsehserie, 10 Episoden)
- 2020–2023: The Mandalorian (Fernsehserie, 4 Episoden)